# Brent Sancho
Brent Sancho   (Port-of-Spain, 13 de març de 1977) és un exfutbolista de Trinitat i Tobago de la dècada de 2000. Fou 43 cops internacional amb la selecció de Trinitat i Tobago. Pel que fa a clubs, destacà a Dundee i Gillingham.